# Giuseppe dalla Torre del Tempio di Sanguinetto
Giuseppe dalla Torre del Tempio di Sanguinetto OESSH (27. srpna 1943, Řím – 3. prosince 2020, Řím) byl italský právník a akademický pracovník.

## Stručný životopis
Pocházel z italské šlechtické rodiny z okolí Trevisa, která přesídlila do Říma a je považována za papežskou šlechtu, protože byla vždy ve službách Svatého Stolce. Jeho dědeček Giuseppe byl dlouholetým ředitelem papežského deníku L'Osservatore Romano, jeho bratr Giacomo byl velmistrem Maltézského řádu.
Vystudoval práva na římské univerzitě Sapienza, kanonické právo si osvojil na Papežské lateránské univerzitě, kde v roce 1968 získal doktorát. Následně vyučoval na univerzitách v Modeně a v Boloni. V letech 1973-1983 byl členem komise pro revizi lateránských dohod jako sekretář italské vládní delegace. V letech 1991-2014 byl rektorem katolicky orientované římské soukromé univerzity LUMSA. V letech 1997-2019 byl předsedou prvoinstnčního soudu Vatikánského městskégho státu. V letech 2011-2017 byl generálním místodržícím Řádu Božího hrobu.

## Publikační činnost
- L'attività assistenziale della Chiesa nell'ordinamento italiano, Giuffrè, Milano, 1977
- Chiesa particolare e comunità politica, Mucchi, Modena, 1983
- La riforma della legislazione ecclesiastica. Testi e documenti per una ricostruzione storica, Pàtron, Bologna, 1985
- La questione scolastica nei rapporti fra Stato e Chiesa, II edizione, Pàtron, Bologna, 1989
- Il primato della coscienza. Laicità e libertà nell'esperienza giuridica contemporanea, Studium, Roma, 1992
- Le frontiere della vita. Etica, bioetica e diritto, Studium, Roma, 1997
- Diritto e Santità. Sondaggi nella Storia del diritto Canonico, Giappichelli, Torino, 1999
- La cittadinanza. Problemi e dinamiche in una società pluralistica (raccolta, con Francesco D'Agostino), Giappichelli, Torino, 2000
- Lezioni di diritto ecclesiastico, II edizione, Torino, 2002
- Europa, quale laicità? San Paolo, Cinisello Balsamo, 2003
- La Libera Università "Maria Ss. Assunta" – LUMSA. Storia di un'idea, Aracne, Roma, 2003
- Il fattore religioso nella costituzione – Analisi e interpretazioni – II edizione, Giappichelli, Torino, 2003
- Carlo d'Austria. Ritratto spirituale, II edizione rivista e aggiornata, Ancora, Milano, 2004
- Radio Vaticana e ordinamento italiano (cura, con Cesare Mirabelli), Giappichelli, Torino, 2005
- Annali 2002-2004 (cura), Giappichelli, Torino, 2005
- Conoscere il Diritto Canonico (con Geraldina Boni), Studium, Roma, 2006
- Conoscere il diritto Ecclesiastico, con Paolo Cavana, Studium, Roma, 2006
- Matrimonio e famiglia. Saggi di Storia del diritto, Aracne, Roma, 2006
- Lezioni di Diritto Canonico, 3. vyd., Giappichelli, Torino, 2006
- L'archetipo dell'amore fra gli uomini. Deus caritas est: riflessione a più voci sull'Enciclica di Benedetto XVI, Studium, Roma, 2007
- Lessico della laicità, Studium, Roma, 2007
- La città sul monte. Contributo ad una teoria canonistica sulle relazioni fra Chiesa e Comunità politica, 3. vyd., Ave, Roma, 2007
- Dio e Cesare. Paradigmi cristiani nella modernità, Città Nuova, Roma, 2008
- Lezioni di diritto ecclesiastico, 4. vyd, Giappichelli, Torino, 2011
- Papi di famiglia, Marcianum, Venezia 2020.